# قضيبية مقوسة رقيقة
قضيبية مقوسة رقيقة (الاسم العلمي: Curvibacter delicatus) هي نوع من البكتيريا، سلبية الغرام، تتبع جنس قضيبية مقوسة.